# 路易·波拿巴
路易·波拿巴（法語：Louis Napoléon Bonaparte，1778年9月2日—1846年7月25日），1806年—1810年在位为荷兰国王路德维克·拿破仑一世（荷蘭語：Lodewijk Napoleon I），法國皇帝拿破崙一世的弟弟。妻子是拿破崙的繼女，奧坦絲。兩人共有三個兒子，其中幼子就是後來的拿破崙三世。
路易早年參軍，並隨拿破崙遠征埃及，年僅25歲就擔任將軍。拿破崙征服荷蘭後，於1806年封路易為荷蘭國王。不過路易反對拿破崙的大陸封鎖政策，並拒絕派兵支援拿破崙入侵俄羅斯。1810年，拿破崙迫路易退位，荷蘭併入法國。路易退位後仍留在荷蘭三年。
路易後來回到法國度過晚年，在1846年7月25日去世，葬於法國聖勒拉福雷。